# I think I turned my childhood friend into a girl
I think I turned my childhood friend into a girl (jap. 恋する(おとめ)の作り方 Koisuru (Otome) no Tsukurikata) ist eine Mangaserie von Azusa Banjo, die seit 2020 in Japan erscheint. Die Geschichte wurde unter anderem ins Deutsche übersetzt und erzählt von der Liebe zwischen zwei Schülern, die aufblüht, als der eine den anderen als Mädchen schminkt und dieser sich für Crossdressing begeistert.

## Inhalt
Der Oberschüler Kenshiro Mido ist gutaussehend, charmant und an seiner Schule beliebt. Heimlich interessiert er sich für Make-up, was aber ein Geheimnis bleiben soll. Er probierte an seiner Schwester Make-ups aus, aber zur Abwechslung bittet er seinen Kindheitsfreund Hiura Mihate darum, sein Model zu sein. Der düstere Gamer willigt ein und so probiert Kenshiro an Hiura feminine Make-ups aus, die Hiura überraschend gut stehen. Dabei beginnt Hiura bald Gefallen an einem weiblichen Äußeren, weiblicher Mode und Crossdressing, sodass er sich nun regelmäßig so kleidet. Er geht so zur Schule und wird für ein Mädchen gehalten. Kenshiro fühlt sich immer mehr zu seinem Freund hingezogen. Und der lässt sich auch deswegen von Kenshiro schminken, weil er dessen Aufmerksamkeit genießt, und bald merkt, dass er dessen Gefühle erwidert.

## Veröffentlichung
Die Geschichte wurde von Azusa Banjo zunächst ab Dezember 2019 über ihr Twitter-Konto veröffentlicht. Die zahlreichen positiven Reaktionen ermöglichten es, die Serie dann in ein kommerzielles Magazin zu bringen. Der Manga startete dann im Februar 2020 im Magazin Comic Pool. Dessen Verlag Ichijinsha bringt die Kapitel seit September 2020 gesammelt in bisher neun Bänden heraus. Eine deutsche Übersetzung erscheint seit März 2025 bei Manga Cult in bisher drei Bänden (Stand Juni 2025). Übersetzer ist Jan Lukas Kuhn. Eine englische Fassung wird von Seven Seas Entertainment herausgegeben, eine chinesische von Chingwin Publishing.